# Communauté rurale
Une communauté rurale est un type de municipalité existant notamment au Sénégal et dans la province canadienne du Nouveau-Brunswick.

## Nouveau-Brunswick
Il y a huit communautés rurales : Beaubassin-Est, Campobello Island, Cocagne, Hanwell, Kedgwick, Saint-André, Upper Miramichi et Haut-Madawaska.
Il existe plusieurs projets de créations de nouvelles communautés rurales, notamment dans les environs de Beresford et Shippagan.

## Sénégal
Les communautés rurales du Sénégal (CR) sont des collectivités locales du Sénégal, au même titre que les communes d'arrondissement, les communes et les régions – contrairement aux villages, aux arrondissements et aux départements qui sont des circonscriptions administratives.
Elles regroupent les villages, alors que les communes et les communes d'arrondissement concernent les villes, moyennes ou grandes. Le Sénégal étant un pays essentiellement agricole, elles concernent la plus grande partie du territoire national.
Leur nombre s'accroît régulièrement. Depuis 2008, le pays compte 370 communautés rurales.
Les dernières élections rurales ont eu lieu le 22 mars 2009, en même temps que les élections municipales et régionales. Les prochaines sont annoncées – sous toutes réserves – pour juin 2014.